# Вплив ЗМІ на соціалізацію дітей та підлітків
Дослідження впливу медіа на дітей та підлітків зосереджені в категоріях когнітивних та академічних навичок, просоціальної та агресивної поведінки, страхів та тривог, сексуальних відносин та уявлень про гендерні ролі, розвитку особистості, уявлень про власне тіло та красу.
Засоби масової інформації (ЗМІ) — преса (газети, журнали, книги), радіо, телебачення, інтернет, кінематограф, звукозаписи та відеозаписи, відеотекст, телетекст, рекламні щити та панелі, домашні відеоцентри, що поєднують телевізійні, телефонні, комп'ютерні та інші лінії зв'язку.
Медіа — це канали та інструменти, що використовуються для зберігання, передачі і подання інформації або даних. Вони часто згадуються як синонім мас-медіа або новинних медіа, але у ширшому користуванні означає єдине середовище, яке використовується для передачі будь-яких даних в будь-яких цілях.

## Методи вивчення ефектів масових комунікацій
Методами є:
- Опитування в реальному світі, яке зазвичай охоплює велику групу людей, які відповідають на запитання опитника. Такий спосіб дослідження не дає чіткого зв'язку «причина → ефект», проте дозволяє з'ясувати асоціації. Спеціальний вид дослідження, панельне дослідження[2], збирає дані в одних й тих самих людей упродовж декількох періодів часу. Таким чином, стає можливим з'ясувати чи перегляд, приміром, певних телепередач вплинув на поведінку індивіда в подальшому. Панельні дослідження є досить дорогими та довготривалими.
- Експеримент в лабораторних умовах зазвичай складається з двох факторів, вплив яких один на одного і є предметом вивчення. Експерименти є важливими, адже дозволяють визначити причинно-наслідковий зв'язок.

## Медіа як первинне джерело інформації
Навчання та отримання нової інформації є важливим процесом на різних етапах соціалізації. Дослідження показують, що медіа, зокрема телебачення, є первинним джерелом різноманітної інформації для різних вікових груп. Дослідження, проведені в Сполучених Штатах Америки, показали, що близько 80% учнів 6-7 класів вказали ЗМІ основним джерелом інформації про президента та віце-президента, 60% — про Конгрес та 50% — про Вищий Суд. Близько 90% опитаних американців також вказали телебачення як первинне й основне джерело інформації про події 11 вересня 2001 року.

## Дитина як реципієнт масової комунікації
Діти та підлітки споживають продукти масової комунікації та є її реципієнтами, адже це один із найбільших каналів інформації про себе, інших людей, суспільство, державу та світ.
Мотиви медіа-споживання:
- Соціальна інтеграція.
- Втеча від реальності.

## Медіа та соціалізація
Соціалізація — комплексний процес засвоєння індивідом певної системи знань, норм, цінностей, які дозволяють йому бути повноправним членом суспільства (Гідденс). Процес інтеграції індивіда в соціальну систему, шляхом інтерналізації загальноприйнятих норм (Парсонс).
Соціалізація це комплексний процес, що триває впродовж багатьох років та залучає як окремих індивідів, так і цілі організації, яких називають агентами соціалізації.
Роль медіа в соціалізації має місце, проте вона може бути як слабкою так і сильною. В багатьох випадках батьки все ж залишаються основним агентом соціалізації дитини, проте існують теми, де медіа, зокрема телебачення, відіграють значну роль.

### ЗМІ та стихійна соціалізація
Вплив ЗМІ визначається ролями, які вони виконують в житті людини, дитини та підлітка зокрема:
- рекреаційна роль: ЗМІ часто визначають спосіб проведення вільного часу як окремих індивідів так і цілих груп загалом;
- релаксаційна роль: для дітей та підлітків перегляд телебачення, прослуховування музики та взаємодія з комп'ютером часто є компенсацією дефіциту міжособистісних відносин або абстрагуванням від конфліктів.

### ЗМІ та відносно скерована соціалізація[5]
Засоби масової інформації є соціальним інститутом, тому певною мірою виконують замовлення суспільства та окремих груп на вплив на населення в цілому та окремі соціальні та вікові прошарки зокрема:
- Вплив на засвоєння людьми широкого спектра соціальних норм та на формування ціннісних орієнтацій у сфері політики, економіки, права та ін.
- ЗМІ — система неформальної освіти, доступна різним соціальним групам та класам.

## Телебачення та соціалізація

### Формування цінностей, установок і вірувань
В деяких умовах, ЗМІ (особливо телебачення) можуть стати важливими агентами соціалізації у формуванні установок дітей та підлітків. Зокрема телебачення стає впливовим коли справджуються наступні фактори:
- Від програми до програми транслюються ті ж ідеї, персонажі або моделі поведінки, які до того ж зображені стереотипно.
- Дитина значною мірою піддається ТБ-контенту.
- Дитина має обмежене спілкування з батьками та іншими агентами соціалізації та обмежена в альтернативних до трансльованих на телебаченні цінностях, установках та віруваннях.

### ЗМІ та гендерна соціалізація
Частий перегляд телебачення дітьми також як наслідок впливає на рівень закріплення традиційних гендерних ролей. Іншими словами, діти, які часто дивляться телебачення, більш схильні вірити, що чоловікові більше підходить бути лікарем, а жінці — медсестрою.
Д.Кілборн та Д.Левін виявили наступні особливості впливу ЗМІ на гендерну соціалізацію та статеве виховання дітей та підлітків :
- Соціологічні дослідження підлітків виявили кореляцію між переглядом великої кількості телепередач та негативним ставленням до дійсності та раннім переходом до статевого життя.
- За допомогою великої кількості сексуальних образів мас-медіа «підбурюють» дівчат бути сексуальними та привабливими. Їм пропонується лише сценарій експлуатації чоловічого сексуального бажання.
- Агресивна медіасфера, нав'язуючи власні стандарти зовнішності, впливає на самовідчуття підлітків, їхню сексуальність та стосунки з партнерами.
- ЗМІ підштовхують хлопчиків до того, щоб вони оцінювали дівчаток лише за зовнішністю та чекали від них сексуальної покори.

### Частий перегляд телебачення
Ранні дослідження з цієї тематики, проведені у 1930х рр., виявили, що частий перегляд кримінальних та гангстерських фільмів міг вплинути на ставлення глядачів до державної системи покарань. Наступні дослідження також знайшли зв'язок між переглядом кримінальних телепередач та ставленням глядачів до використання жорстокості та сили в реальному житті. Діти, які є постійними глядачами телепередач в стилі «козаки-розбійники» («cops-and-robbers») більш схильні вірити в успішність поліції в боротьбі зі злочинністю аніж ті діти, які не є фанатами згаданих шоу

### «Вулиця Сезам» і дитяча успішність
У 1968 році Дитяча Телевізійна Майстерня (Children's Television Workshop) створили серіал «Вулиця Сезам», головною метою якого було посприяти освітньому процесу дошкільнят, особливо тих, що живуть у сім'ях з низьким доходом. Від його початку, ДТМ разом з телевізійними продюсерами, освітянами та дослідниками прагнули оцінити чи «Вулиця Сезам» сприяє розвитку дитячих доакадемічних (читання, письмо, математика) та соціальних навичок.
Дослідження показали, що ті дошкільнята, які дивилися згадане шоу, швидше отримували навички писемності і наступного року вчителі помічали їхні здібності як в навчанні так і у спілкуванні з однолітками. Дослідники також з'ясували, що вплив трансльованих знань та цінностей був більшим на дітей з нижчих класів аніж на своїх однолітків з середнього класу. «Вулиця Сезам» звертала увагу не лише на освіту та практичні навички, але й транслювала ідеї рівності чоловіків та жінок, про соціальну поведінку та моделі відносин у сім'ї.

### «Барні» та просоціальна поведінка
Зінгер та Зінгер у 1998 році з'ясували, що повторний перегляд епізодів мультфільму «Барні та його друзі» має позитивний вплив на знання дошкільнят про ввічливу соціальну поведінку. Дані результати були помітно сильнішими, коли після перегляду даного мультфільму в класі, дитина переглядала його пізніше наодинці.

### Телебачення та ожиріння у дітей та підлітків
Фактори, які при частому перегляді телебачення дітьми та підлітками можуть призвести до ожиріння:
- збільшення часу перебування в сидячому положенні та заміщення ним часу фізичних занять;
- вживання нездорової їжі, до якого спонукають як телевізійні програми, так і реклама нездорових продуктів;
- поведінка зі збільшенням кількості під'їдань під час перегляду;
- порушення нормального сну.

«У 2009 році фаст-фуд індустрія витратила 4,2 млрд доларів на рекламу в усіх ЗМІ. Дослідження 50 000 рекламних оголошень на 170 шоу з найвищим рейтингом у 2003–2004 рр. виявило, що 98% реклами харчових продуктів бачили діти віком від 2 до 11 років, а майже 90% реклами харчів, яку бачили підлітки, стосувалася продуктів із високим вмістом жиру, цукру та/або натрію та низьким вмістом поживних речовин. Нове дослідження, в якому проаналізували 1638 годин телевізійних програм і близько 9000 рекламних оголошень, присвячених їжі, виявило, що підлітки бачать у середньому від 12 до 21 таких оголошень на день і від 4400 до 7600 на рік, при цьому вони бачать менше 165 оголошень, які сприяють здоровому способу життя або повноцінному харчуванню»

## Соціальні ЗМІ та діти
Соціальні медіа — вид мас-медіа, ряд онлайнових технологій на принципах Веб 2.0, завдяки яким споживачі контенту через свої дописи стають його співавторами і можуть взаємодіяти, співпрацювати, спілкуватися, ділитися інформацією або брати участь у будь-якій інший соціальній активності із теоретично усіма іншими користувачами певного сервісу.
«Близько 22% підлітків заходять на свій улюблений сайт соціальних ЗМІ понад 10 разів на день, а більше половини відвідують його частіше одного разу на день. На сьогодні 75% підлітків мають мобільні телефони, а 25% послуговуються ними для користування соціальними мережами, 54% — для написання текстових повідомлень, 24% — для обміну миттєвими повідомленнями». Таким чином, соціальні медіа є вагомим агентом соціалізації дітей та підлітків.

### Переваги соціальних медіа як агентів соціалізації[9]
- Зв'язок та соціалізація: залишатися на зв'язку з рідними та друзями, знаходити нових друзів, обмінюватися фотографіями та ідеями. Користування соціальними ЗМІ також може надати підліткам значні переваги, які впливають на їхню самооцінку, формування думки про себе, суспільство й світ.
- Розширення освітніх можливостей: використання медіа як інструменту навчання та комунікації як вчителями/викладачами так і учнями/студентами. Соціальні медіа допомагають зменшувати як просторові так і соціальні дистанції між всіма учасниками навчального процесу.

### Недоліки та ризики соціальних медіа як агентів соціалізації[9]
- Кіберпереслідування (англ. cyberstalking) — зумисне використання цифрових ЗМІ для передачі хибної, непристойної чи несприятливої інформації про іншу людину.
- Секстинг (sexting) — передача, прийом та пересилання сексуальних повідомлень, фотографій або інших зображень за допомогою мобільного телефону, комп'ютера чи інших цифрових пристроїв. За даними досліджень, близько 20% підлітків відсилали або розміщували фото чи відео, на яких вони зображені оголеними чи напівоголеними. Здебільшого секстинг-інцидент не поширюється за межі однієї-двох невеликих груп однолітків.
- Facebook-депресія — депресія, що розвивається, коли діти й підлітки витрачають багато часу на відвідування сайтів соціальних ЗМІ, таких як Facebook, а потім починають проявляти класичні симптоми депресії.
- «Цифровий відбиток» — «те, що потрапляє в інтернет, залишається там назавжди».

### Особливості ролі інтернету в житті дитини за М.Г.Абрамовим[7]
- очевидна тенденція залучення до інформаційних технологій дітей все більш раннього віку;
- має місце конфлікт між реальною та віртуальною реальностями;
- виникає втрата суб'єктивності та Інтернет залежності;
- виникає десоціалізація та зменшення кількості традиційного спілкування на фоні збільшення через посередність комп'ютера;
- вирішенням проблеми «конфлікту реальностей» може бути цілковита втеча у віртуальність;
- Інтернет сьогодні не лише інформаційна система, але й унікальна спільнота людей, чий вплив особливо помітний у підлітковому віці з його різким збільшенням соціального тиску: Інтернет дозволяє уникнути повсякденних табу та обмежень, але натомість пропонує власні етичні норми.

## Споживацька соціалізація
Споживацька соціалізація (consumer socialization) — це процес, при якому діти та підлітки отримують знання та формують навички, пов'язані зі комерційним споживанням.
Діти є активними споживачами комерційної реклами, адже за даними досліджень, до того часу як дитина завершує шкільне навчання, вона вже переглянула близько 350 000 рекламних роликів на телебаченні. Типова дитина стає глядачем близько 20 000 роликів на рік, серед яких реклама іграшок, пластівців, цукерок та закладів швидкого харчування.

### Особливості споживацької соціалізації дітей та підлітків[10]
- З дорослішанням, діти стають менш довірливими до реклами та навіть стають цинічними щодо цього явища (лише близько 7 відсотків дітей-п'ятикласників довіряють комерційній рекламі).
- Вплив комерційної реклами не поширюється на таку споживацьку поведінку як порівняння цін. Перегляд рекламних роликів на телебаченні не перетворює особистість на розумного споживача.

## Відеоігри та соціалізація
Будь-які відеоігри присутні у 89% будинків де є діти. Дитина витрачає в середньому 49 хвилин на день граючи у відеоігри. 52% дітей віком 8-18 років грають у комп'ютерні ігри, при цьому хлопчики частіше ніж дівчатка. У більшості випадків, немає зв'язку між грою та соціально-економічним статусом сім'ї. Час гри різниться від віку дитини: 65 хвилин на день для дітей 8-10 років, 33 хвилини для 15-18 річних підлітків. Найбільш популярними є пригодницькі та спортивні ігри, а у віці 14-18 років зростає інтерес до рольових ігор.
Існують твердження як про позитивну роль відеоігор у соціалізації дітей так і про негативну. Думки різняться відповідно до спрямувань ігор, які можуть бути як пізнавальними (підвищувати інтелектуальний рівень дитини) так і деструктивними (викликати залежність та втрачати соціальні навички та абстрагуватися від своєї групи).
Відеоігри можуть використовуватися для соціалізації дітей з особливими потребами та бути частиною напрямку медіа-освіта.